# Lophospingus
Lophospingus es un género de aves paseriformes perteneciente a la familia Thraupidae que agrupa a dos especies nativas de América del Sur, donde se distribuyen desde el oeste de Bolivia hasta el centro oeste de Argentina. Son conocidas por el nombre común de soldaditos, afrecheros copetones o cadetes.

## Distribución y hábitat
Habitan en bosques xerófilos, estepas arbustivas, y matorrales de llanura o de altura del área central de América del Sur, desde los valles de altura de Bolivia hasta las formaciones xerófilas del chaco paraguayo y del norte y centro-oeste de la Argentina.

## Características
Las aves de este género son dos distintivos tráupidos pequeños, miden 14 cm de longitud, de color predominante gris, que ostentan una inconfundible cresta erecta. Se alimentan de semillas que obtienen saltando en el suelo, o sobre la vegetación. Una de sus especies (el soldadito común) es habitualmente comercializado como ave de jaula. 

## Etimología
El nombre genérico masculino Lophospingus se compone de las palabras del griego «lophos»: que significa cresta y «σπιγγος, σπιζα spingos, spiza» que es el nombre común del pinzón vulgar.

## Taxonomía
Lophospingus fue descrito originalmente en el año 1878 por el ornitólogo alemán Jean Cabanis. 
Tradicionalmente colocado primero en Fringillidae y durante décadas en la familia Emberizidae, este género fue transferido para Thraupidae con base en diversos estudios genéticos, citando Burns et al. 2002, 2003; Klicka et al. 2007 y Campagna et al. 2011. La Propuesta N° 512 al Comité de Clasificación de Sudamérica (SACC) de noviembre de 2011, aprobó la transferencia de diversos géneros (entre los cuales Lophospingus) de Emberizidae para Thraupidae.
Los datos presentados por los amplios estudios filogenéticos recientes confirmaron que Lophospingus es pariente próximo de un clado integrado por Neothraupis, Gubernatrix y Diuca, en una gran subfamilia Thraupinae.

## Especies
Según las clasificaciones del Congreso Ornitológico Internacional (IOC) y Clements Checklist v.2019, el género agrupa a las siguientes especies con el respectivo nombre popular de acuerdo con la Sociedad Española de Ornitología (SEO):
| Imagen | Nombre científico            | Autor                          | Nombre común    | EC (*) |
| ------ | ---------------------------- | ------------------------------ | --------------- | ------ |
|        | Lophospingus pusillus        | (Burmeister, 1860)             | soldadito común | LC     |
|        | Lophospingus griseocristatus | (d'Orbigny & Lafresnaye, 1837) | soldadito gris  | LC     |

(*) Estado de conservación